# Rijksbeschermd gezicht Zaandijk
Gezicht Zaandijk is een van rijkswege beschermd dorpsgezicht in Zaandijk in de Nederlandse provincie Noord-Holland. De procedure voor aanwijzing werd gestart op 4 oktober 1979. Het gebied werd op 12 oktober 1982 definitief aangewezen. Het beschermd gezicht beslaat een oppervlakte van 10 hectare.
Panden die binnen een beschermd gezicht vallen krijgen niet automatisch de status van beschermd monument. Wel zal de gemeente het bestemmingsplan aanpassen om nieuwe ontwikkelingen in het gebied te reguleren. De gezichtsbescherming richt zich op de stedenbouwkundige en cultuurhistorische waardering van een gebied en wil het toekomstig functioneren daarvan veiligstellen.